# Giuseppe Rospigliosi
Giuseppe Rospigliosi, V principe Rospigliosi e V duca di Zagarolo (Roma, 11 novembre 1755 – Firenze, 1º gennaio 1833), è stato un nobile e politico italiano.

## Biografia
Discendente di un'antica famiglia toscana di origine pistoiese, i Rospigliosi, a cui appartenne anche papa Clemente IX, Giuseppe Rospigliosi, era figlio di Giovanni Battista Rospigliosi, IV principe Rospigliosi e IV duca di Zagarolo, e di sua moglie Eleonora Caffarelli.
Dal 1792 decise di trasferire la propria residenza e quella della sua famiglia in Toscana.
Giuseppe Rospigliosi fu nominato dal granduca di Toscana Ferdinando III suo consigliere privato e Gran Ciambellano nonché Commissario Straordinario per il Granducato, posizione che mantenne dal maggio 1814 al 25 settembre 1814.
Principe dell'Impero austriaco, cavaliere del Toson d'Oro, cavaliere di gran croce dell'ordine di San Giuseppe del granducato di Toscana, morì il 1º gennaio 1833 a Firenze.

## Matrimonio e discendenza
Sposò il 26 febbraio 1775 Ottavia (1757 - 1829), figlia del principe Livio Odescalchi e di Maria Vittoria Corsini, dalla quale ebbe nove figli:
- Clemente (31 dicembre 1775 - 1777)
- Camillo (1777 - 1798)
- Giustina (1780 - 1783)
- Giulio Cesare (1781 - 1859), che succedette al padre
- Pompeo (1783 - 1786)
- Lucrezia (17 agosto 1785 - 12 settembre 1837), sposò nel 1805 il conte Francesco Raffaello Ripanti
- Pompeo (n. e m. 1791)
- Ferdinando (29 novembre 1792 - di epilessia 1835)
- Livia (12 maggio 1794 - 7 marzo 1873), sposò nel 1813 il conte Benedetto Carradori

## Albero genealogico
|                                                        |                                                |                                            | Genitori                                    |  |  | Nonni |  |  | Bisnonni                                              |  |  | Trisnonni                    |  |
|                                                        |                                                |                                            |                                             |  |  |       |  |  | Giovanni Battista Rospigliosi, I principe Rospigliosi |  |  | Camillo Domenico Rospigliosi |  |
|                                                        |                                                |                                            |                                             |  |  |       |  |  | Giovanni Battista Rospigliosi, I principe Rospigliosi |  |  | Camillo Domenico Rospigliosi |  |
|                                                        |                                                | Lucrezia Cellesi                           |                                             |  |  |       |  |  | Giovanni Battista Rospigliosi, I principe Rospigliosi |  |  |                              |  |
| Clemente Domenico Rospigliosi, II principe Rospigliosi |                                                |                                            |                                             |  |  |       |  |  | Giovanni Battista Rospigliosi, I principe Rospigliosi |  |  |                              |  |
|                                                        |                                                | Maria Camilla Pallavicini                  | Giovanni Stefano Pallavicini                |  |  |       |  |  |                                                       |  |  |                              |  |
|                                                        |                                                | Maria Camilla Pallavicini                  | Giovanni Stefano Pallavicini                |  |  |       |  |  |                                                       |  |  |                              |  |
|                                                        |                                                | Maria Camilla Pallavicini                  | Livia de' Franchi Toso                      |  |  |       |  |  |                                                       |  |  |                              |  |
| Giovanni Battista Rospigliosi, IV principe Rospigliosi |                                                | Maria Camilla Pallavicini                  |                                             |  |  |       |  |  |                                                       |  |  |                              |  |
|                                                        |                                                | Carlo Borromeo Arese, V marchese di Angera | Renato II Borromeo, IV marchese di Angera   |  |  |       |  |  |                                                       |  |  |                              |  |
|                                                        |                                                | Carlo Borromeo Arese, V marchese di Angera | Renato II Borromeo, IV marchese di Angera   |  |  |       |  |  |                                                       |  |  |                              |  |
|                                                        |                                                | Carlo Borromeo Arese, V marchese di Angera | Giulia Arese                                |  |  |       |  |  |                                                       |  |  |                              |  |
| Giustina Borromeo Arese                                |                                                | Carlo Borromeo Arese, V marchese di Angera |                                             |  |  |       |  |  |                                                       |  |  |                              |  |
|                                                        |                                                | Camilla Barberini                          | Maffeo Barberini, II principe di Palestrina |  |  |       |  |  |                                                       |  |  |                              |  |
|                                                        |                                                | Camilla Barberini                          | Maffeo Barberini, II principe di Palestrina |  |  |       |  |  |                                                       |  |  |                              |  |
|                                                        |                                                | Camilla Barberini                          | Olimpia Giustiniani                         |  |  |       |  |  |                                                       |  |  |                              |  |
| Giuseppe Rospigliosi, V principe Rospigliosi           |                                                | Camilla Barberini                          |                                             |  |  |       |  |  |                                                       |  |  |                              |  |
|                                                        | Giovanni Pietro Caffarelli, II duca di Assergi | Ascanio Caffarelli                         |                                             |  |  |       |  |  |                                                       |  |  |                              |  |
|                                                        | Giovanni Pietro Caffarelli, II duca di Assergi | Ascanio Caffarelli                         |                                             |  |  |       |  |  |                                                       |  |  |                              |  |
|                                                        | Giovanni Pietro Caffarelli, II duca di Assergi | Giulia Santacroce                          |                                             |  |  |       |  |  |                                                       |  |  |                              |  |
| Baldassarre Caffarelli, IV duca di Assergi             | Giovanni Pietro Caffarelli, II duca di Assergi |                                            |                                             |  |  |       |  |  |                                                       |  |  |                              |  |
|                                                        |                                                | Olimpia Muti                               | Carlo Muti, I duca di Canemorto             |  |  |       |  |  |                                                       |  |  |                              |  |
|                                                        |                                                | Olimpia Muti                               | Carlo Muti, I duca di Canemorto             |  |  |       |  |  |                                                       |  |  |                              |  |
|                                                        |                                                | Olimpia Muti                               | Faustina Muti                               |  |  |       |  |  |                                                       |  |  |                              |  |
| Eleonora Caffarelli                                    |                                                | Olimpia Muti                               |                                             |  |  |       |  |  |                                                       |  |  |                              |  |
|                                                        |                                                | Alessandro Mattei, II duca di Giove        | Girolamo Mattei, I duca di Giove            |  |  |       |  |  |                                                       |  |  |                              |  |
|                                                        |                                                | Alessandro Mattei, II duca di Giove        | Girolamo Mattei, I duca di Giove            |  |  |       |  |  |                                                       |  |  |                              |  |
|                                                        |                                                | Alessandro Mattei, II duca di Giove        | Eugenia Spada                               |  |  |       |  |  |                                                       |  |  |                              |  |
| Costanza Mattei                                        |                                                | Alessandro Mattei, II duca di Giove        |                                             |  |  |       |  |  |                                                       |  |  |                              |  |
|                                                        |                                                | Teodora Naro                               | Francesco Naro                              |  |  |       |  |  |                                                       |  |  |                              |  |
|                                                        |                                                | Teodora Naro                               | Francesco Naro                              |  |  |       |  |  |                                                       |  |  |                              |  |
|                                                        |                                                | Teodora Naro                               | Silvia Orsini                               |  |  |       |  |  |                                                       |  |  |                              |  |
|                                                        |                                                | Teodora Naro                               |                                             |  |  |       |  |  |                                                       |  |  |                              |  |